# Cyphogastra farinosa
Cyphogastra farinosa es una especie de escarabajo del género Cyphogastra, familia Buprestidae. Fue descrita científicamente por Fabricius en 1775.

## Distribución geográfica
Habita en Australasia e Indomalaya.